# Iravadia rohdei
Iravadia rohdei is een slakkensoort uit de familie van de Iravadiidae. De wetenschappelijke naam van de soort is voor het eerst geldig gepubliceerd in 1968 door Brandt.